# کلیسای گریگور روشنگر مقدس (بانانتس)
کلیسای گریگور روشنگر مقدس (بانانتس) (ارمنی: Սուրբ Գրիգոր Լուսավորիչ եկեղեցի (Բանանց)؛ ) یک کلیسا متعلق به کلیسای حواری ارمنی واقع در شهر بانانتس،شهرستان داش‌کسن جمهوری آذربایجان می‌باشد. ساخت و ساز این ساختمان در سال‌های ۱۸۶۳-۱۸۶۶ میلادی؛ به پایان رسید. این بنا به سبک معماری ارمنی طراحی شده است.